# Diego Marabelli
Diego Marabelli (Zerbo, 23 febbraio 1914 – Pavia, 12 luglio 2006) è stato un ciclista su strada italiano, professionista e indipendente tra il 1936 ed il 1947.

## Carriera
Corse per le squadre di marca Bianchi, Aquilano e Arbos. Vinse tre tappe al Giro d'Italia, a Bergamo nel 1938, a Senigallia nel 1939 e a Pisa nel 1940, oltre alla Milano-Modena nel 1942. Fu secondo al Giro di Lombardia nel 1936 dietro a Gino Bartali ed alla Tre Valli Varesine nel 1937 dietro a Olimpio Bizzi.

## Palmarès
- 1934 (dilettanti)

Giro della Provincia di Pavia
- 1935 (dilettanti)

Coppa Fascio Primogenito
Piccolo Giro di Lombardia
- 1936 (dilettanti)

Coppa Gemmaura
Coppa Città di Desio
- 1938 (Bianchi, due vittorie)

11ª tappa Giro dei Tre Mari (Catania > Messina)
18ª tappa Giro d'Italia (Recoaro Terme > Bergamo)
- 1939 (Bianchi, una vittoria)

8ª tappa Giro d'Italia (Pescara > Senigallia)
- 1940 (Battisti-Aquilano, una vittoria)

3ª tappa Giro d'Italia (Genova > Pisa)
- 1942 (Dopolavoro Safar, una vittoria)

Milano-Modena

## Piazzamenti

### Grandi Giri
- Giro d'Italia

1938: 11º
1939: 15º
1940: 15º
1946: 15º

### Classiche monumento
- Milano-Sanremo

1937: 13º
1938: 16º
1939: 18º
1940: 24º
1941: 35º
1943: 18º
- Giro di Lombardia

1936: 2º
1938: 5º
1942: 7º